# Waśki (powiat moniecki)
Waśki – wieś w Polsce położona w województwie podlaskim, w powiecie monieckim, w gminie Mońki.
W przeszłości był to niewielki folwark Waśki (wcześniej Waśkowicze). Bezstylowy ogród folwarczny powstał w połowie XVI w. Na początku XIX w. jako jego właściciele występowali Iwaszkiewiczowie, a po 1859 r. majątkiem zarządzali Rutkowscy. Po 1913 r. folwark został rozparcelowany. Kompozycja ogrodu dworskiego nie zachowała się. Ziemię po dawnym folwarku użytkują rolnicy indywidualni. 
W latach 1975–1998 miejscowość należała administracyjnie do województwa białostockiego.
Waśki liczą około 50 mieszkańców. Mieszkańcy zajmują się głównie rolnictwem. Sąsiednie wsi: Sikory, Kropiwnica, Krzeczkowo, Potoczyzna, Dudki. Jest miejscowością położoną w sąsiedztwie lasu, z przepływającą rzeką, kilkoma stawami w płytkiej, nieckowatej dolinie. Równolegle do zabudowań i ulicy płynie rzeka Nereśl. Najbliższym miastem są oddalone o ok. 6-6,5 km kilkunastotysięczne Mońki. We wsi jest droga asfaltowa. Również do niej można dojechać drogą asfaltową od strony Moniek. Wieś stanowi sołectwo.
Wierni kościoła rzymskokatolickiego należą do parafii św. Anny w Kalinówce Kościelnej.